# Donkere waterkorst
Donkere waterkorst (Pterygiopsis neglecta) is een korstmossoort uit de familie Lichinaceae. Hij komt voor op steen en leeft in symbiose met de alg Chroococcidiopsis.

## Determinatie
Donkere waterkorst is een korstvormig korstmos. De asci zijn 8-24 sporig. De ascosporen zijn hyaliene, breed ellipsvormig en meten 4–18 × 4–10 µm. De conidia zijn ellipsevormig en meten 3–5 × 1–1,5 µm.

## Verspreiding
In Nederland is donkere waterkorst zeer zeldzaam. De eerste vondst stamt uit 2001.